# Aydian Dowling
Aydian Dowling (Long Island, 16 de julio de 1987) es un Youtuber, emprendedor, modelo y activista trans estadounidense. Comenzó su canal de YouTube en 2009 para documentar su transición tomando testosterona y su experiencia como hombre transgénero. En 2015, Aydian apareció en la portada de la revista FTM recreando una foto de Adam Levine desnudo, lo que lo llevó al ascenso de su carrera como modelo. Aydian ganó el premio Reader's Choice Award de Men's Health en 2015 y apareció en la portada de la edición especial en noviembre del mismo año. Fue el primer hombre transgénero en aparecer en una portada de Men's Health. Posteriormente apareció en las portadas de la revista Gay Times y de la revista IN en 2016.

## Vida personal
Dowling creció en Long Island juntos a sus dos hermanos mayores y sus dos hermanastros. A menudo le describían como un marimacho.
Durante su adolescencia se declaró lesbiana, pero sintió que esto no describía completamente sus sentimientos. Se sentía fuera de lugar, incluso entre las lesbianas masculinas. Tuvo su primera novia a los 16 años y comenzó a cuestionar su identidad cuando una de sus novias le preguntó si alguna vez quiso ser un niño. Dowling consideró la idea de ser trans, pero estaba desilusionado por la representación transgénero en los medios de comunicación como artistas drag king y drag queen, la mayoría de los cuales son cisgénero. Dowling se enteró por primera vez de la existencia de hombres trans en Internet, donde vio un video publicado en 2007 en el que Maury Povich entrevistaba a Thomas Lando (otro hombre trans).
Poco después de salir del armario, Aydian conoció a su ahora esposa, Jenilee Dowling, con quien se casó en 2012. El 1 de noviembre de 2018, Aydian y Jenilee dieron la bienvenida a su primer hijo, Antler Joseph Dowling.

## Carrera profesional
Después de la secundaria, Aydian se matriculó en un colegio comunitario para ser escritor. Pero finalmente abandonó los estudios y, en cambio, fue a la escuela culinaria para trabajar como pastelero. Antes de convertirse en defensor LGBTQ+, Aydian trabajó durante algunos años como panadero. En una entrevista para Freedom for All Americans relató cómo fue despedido de una panadería en Oregón después de haber confesado su identidad sexual a los dueños de la tienda, e incluyó un video que grabó para su canal de YouTube sobre la discriminación laboral por ser trans.

### Carrera de modelo
Aydian Dowling apareció en la portada de la edición de primavera de 2015 de la revista FTM. En él, Dowling recreó una foto casi desnudo del cantante estadounidense Adam Levine.
También en 2015, Aydian compitió en "Ultimate Men's Health Guy" de Men's Health. Perdió el concurso de portada, pero ganó el premio Reader's Choice con más de 72.000 votos. Aydian apareció en la portada de la edición especial con otros cuatro concursantes, lo que lo convirtió en el primer hombre transgénero representado en Men's Health.

### Emprendimiento
En 2012, Aydian montó su propia empresa de ropa Point 5cc. El nombre, Punto 5cc, hace referencia a la dosis hormonal prescrita para las personas trans. La compañía hizo un esfuerzo por donar una parte de las ganancias a cirugías de personas trans y también estableció un programa de donación de fajas para el pecho. Debido a la demanda, los fundadores de Point 5cc crearon una organización hermana, Point of Pride.
Más recientemente, Aydian se convirtió en director ejecutivo y cofundador de TRΔCE, una aplicación (en desarrollo en marzo de 2022) diseñada para ayudar a las personas transgénero a compartir su experiencia de transición con otras personas trans.

### YouTuber e influencer
Dowling comenzó a documentar su transición en YouTube (originalmente llamado ALionsFears) en 2009. En marzo de 2022, el canal de YouTube de Aydian tenía más de 81.000 suscriptores.
En 2017, él y su esposa Jenilee crearon la serie web Our Journey To Pregnant, en la que compartieron públicamente "las alegrías y dificultades de quedar embarazada en una relación transgénero".

### Entrenador de vida y fitness
Aydian comenzó a hacer culturismo para masculinizar su cuerpo después de declararse transgénero. Como parte de su viaje hacia el acondicionamiento físico, dirigió durante un tiempo un canal de YouTube llamado Beefheads Fitness, dirigido a otros hombres transgénero, sobre cómo vivir un estilo de vida en forma. Este canal de Youtube estuvo inactivo desde 2015 y finalmente fue eliminado.
Aydian también ha realizado entrenamiento de culturismo en persona para hombres trans en Eugene, Oregon, y actualmente trabaja como coach y orador público.